# MaistorPlus
MaistorPlus (Майстор Плюс) е онлайн услуга чрез сайт, която осъществява връзка между строителни предприемачи и домакинства в България, търсещи техните услуги.
Публикуването на заявка в сайта е безплатно за домакинствата. Тя описва сферата и района на проекта, за който се търси изпълнител. Заявката се изпраща до майстори и фирми в посочената сфера и район на работа, а те от своя страна връщат оферти на клиента. Потребителите в сайта могат да дават отзиви за изпълнителите, да оценяват работата им и да ги препоръчат, ако останат доволни.

## История
MaistorPlus | Майстор Плюс взима участие в състезание за иновативни бизнес идеи – 3Challenge, организирано от българския клуб по предприемачество Start It Smart. Състезанието се състои от три етапа: Idea, Seed и Grow, като проследява развитието на проектите и превръщането им в работещ бизнес на всеки три месеца. Още на първия кръг, Idea, проектът MaistorPlus | Майстор Плюс е забелязан от представители на фонда за рискови инвестиции Eleven.
MaistorPlus | Майстор Плюс влиза в ускорителната програма на фонда Eleven , от която основателите получават менторска подкрепа, експертни бизнес съвети и финансов капитал за доказване на бизнес концепцията. За кратко компанията променя името си на MeisterPlus, с мисъл за бъдеща експанзия в съседни държави, но в крайна сметка се позиционира на българския пазар под името MaistorPlus | Майстор Плюс.
На финалния кръг от бизнес турнира 3Challenge — Grow, компанията официално е отличена за победител. 
MaistorPlus | Майстор Плюс получава наградата за най-добра онлайн услуга за 2013 година в конкурса БГ Сайт. 